# Homicide: Ein Jahr auf mörderischen Straßen
Homicide: Ein Jahr auf mörderischen Straßen (englischer Originaltitel: Homicide: A Year on the Killing Streets) ist ein Buch des US-amerikanischen Autors und Fernsehproduzenten David Simon von 1991. Das Buch begleitet eine Schicht der Mordkommission (engl. „Homicide Section“) der Stadt Baltimore, Maryland, über den Zeitraum eines Jahres. Es diente als Vorlage für die Fernsehserie Homicide (Originaltitel: Homicide: Life on the Street), einzelne Szenen wurden ebenfalls für die Serie The Wire übernommen. Die deutsche Erstausgabe erschien 2011 im Verlag Kunstmann.

## Inhalt
David Simon, der zuvor Polizeireporter bei der Tageszeitung Baltimore Sun war, hatte während des Jahres 1988 als „Polizeipraktikant“ ungehinderten Zugang zu den Büros der Detectives und begleitete sie bei ihren Einsätzen und Ermittlungen. Im Zwei-Schicht-Betrieb der Mordkommission, die zur damaligen Zeit rund 250 Tötungsdelikte pro Jahr zu bearbeiten hatte, war Simon der Einheit von Lieutenant Gary d‘Addario zugeteilt, die wiederum in drei Teams mit je fünf Detectives und einem Sergeant an der Spitze unterteilt war.
Bei ihren Ermittlungen unterscheiden die Detectives zwischen einfach zu lösenden Fällen mit offensichtlichen Tatverdächtigen („Dunker“) und rätselhaften Morden („Whodunit“), die oft auch nach wochen- und monatelangen Untersuchungen nicht aufgeklärt werden können. Der Autor kommt zu dem Schluss, dass für den Erfolg einer Ermittlung zumeist die genaue und möglichst frühzeitige Untersuchung des Tatorts und die Aussagebereitschaft von Zeugen ausschlaggebend sind. Eine Schlüsselrolle spielt auch die Fähigkeit der Detectives, Verdächtige bei Vernehmungen trotz ihres Aussageverweigerungsrechts zu einem Geständnis zu bewegen. Forensik und Rechtsmedizin liefern dagegen nur selten entscheidende Erkenntnisse, das Tatmotiv spielt nur eine untergeordnete Rolle.
Je nachdem, ob mehr „Dunker“ oder „Whodunits“ zu bearbeiten sind, steigt oder fällt die Aufklärungsquote einer Einheit. D‘Addario wird von seinen Vorgesetzten unter Druck gesetzt, als die Aufklärungsquote seiner Schicht im Lauf des Jahres auf 36 Prozent sinkt. Bis Dezember steigt sie jedoch wieder auf über 70 Prozent und liegt damit leicht über dem Landesdurchschnitt.
Die große Mehrzahl der beschriebenen Taten geschieht – oft aus vergleichsweise nichtigen Anlässen – in sozial benachteiligten Stadtvierteln, besonders häufig im Drogenmilieu von West Baltimore. Greifbar wird in vielen Passagen der Verfall der urbanen Gesellschaft in diesem Teil der Stadt. Die Alltäglichkeit, Sinnlosigkeit und Grausamkeit der Morde spiegelt sich in den rauen Umgangsformen und der zynischen Sprache der Polizisten, die aber von Simon zugleich als größtenteils professionell und gewissenhaft in der Ausübung ihres Berufs beschrieben werden.
Neben „Dunkern“ und „Whodunits“ gibt es in der inoffiziellen Einteilung der Delikte noch eine weitere Kategorie: Als „Red Ball“ werden Fälle bezeichnet, an deren Aufklärung die Polizeibehörde nicht zuletzt aus politischen Gründen ein erhöhtes Interesse hat. Hierbei geht es häufig um Morde in den besseren Wohnvierteln der Stadt oder um „wirkliche Opfer“, also Unschuldige, die nicht selbst dem kriminellen Milieu oder einer Drogengang zuzuordnen sind. Als Beispiele für „Red Balls“, die in der Mordkommission einen erhöhten Personalaufwand erfordern, schildert der Autor eine Serie von sechs Frauenmorden in einem Stadtbezirk, den Fall des bei einer Drogenrazzia schwer verletzten Streifenpolizisten Gene Cassidy, die Tötung von John Randolph Scott während eines Polizeieinsatzes und den brutalen Sexualmord an dem elfjährigen Mädchen Latonya Wallace. Die sich über mehrere Monate hinziehenden, aber trotz mehrmaliger Verhöre eines Verdächtigen letztlich erfolglosen Ermittlungen in diesem aufsehenerregenden Fall nehmen in Homicide breiten Raum ein.
Im Verlauf der chronologisch aufgebauten Reportage gewinnen einige Detectives ein besonders scharfes Profil, darunter Donald Worden, ein abgeklärter Ermittler kurz vor dem Ende seiner Laufbahn, Harry Edgerton, der oft auf eigene Faust ermittelt, dadurch andere Einsätze verpasst und sich bei einigen Kollegen unbeliebt macht, und der junge Tom Pellegrini, der sich in den Fall Latonya Wallace vergräbt.
In Exkursen beleuchtet Simon die Methoden der Obduktion von Mordopfern am Rechtsmedizinischen Institut und die weitere Bearbeitung der Fälle durch die Justiz, wobei sich die Beschuldigten zum Leidwesen der Ermittler häufig durch ein Schuldeingeständnis ein milderes Urteil einhandeln, ohne dass es zu einer Verhandlung vor einem Geschworenengericht kommt.

## Rezeption
Das Buch erhielt von deutschsprachigen Rezensenten vor allem aufgrund der Authentizität und der Aufklärung über ein bisher wenig bekanntes Spektrum der modernen US-amerikanischen Gesellschaft durchweg positive Kritiken.
Der Deutschlandfunk lobte in der Sendung Büchermarkt die „fantastisch komplexe, bedrängend realistische und detaillierte“ Darstellung. Thomas Gross schrieb in der Zeit über den „Furor“ des Erzählers David Simon: „Im manischen Festhalten jeder Geste, jedes noch so kleinen Details aus dem inneren Biorhythmus einer Großstadt klagt er die Politik seines Landes an.“
Jan Füchtjohann sprach in der Süddeutschen Zeitung von einem „starken Eindruck von Authentizität“, während Anne Haeming auf Spiegel online die „wohltuende Ernsthaftigkeit“ des Autors hervorhob, mit der er versuche, sich der Wahrheit zu nähern. Sylvia Staude beschrieb Simons Langreportage in der Frankfurter Rundschau als ein „Stück nackte, böse Wahrheit (...) über unsere Welt, die USA, die Stadt Baltimore, ihre Einwohner, ihre Drogendealer und Gewalttäter, den Dreck auf den Straßen, Häusern und Herzen“.

## Ausgaben
- David Simon: Homicide: Ein Jahr auf mörderischen Straßen. Kunstmann, 2011, ISBN 978-3-88897-723-7.
- David Simon: Homicide: A Year on the Killing Streets. Houghton Mifflin, 1991, ISBN 0-395-48829-X.